# New Oxford
New Oxford ist ein Borough im Adams County im Süden von Pennsylvania. Das U.S. Census Bureau hat bei der Volkszählung 2020 eine Einwohnerzahl von 1.868 ermittelt.
In dem Ort etwa 10 Kilometer östlich von Gettysburg befindet sich die ehemalige NASCAR-Rennstrecke Lincoln Speedway.

## Persönlichkeiten
- Joseph H. Himes (1885–1960), Politiker